# Svartgumpad skata
Svartgumpad skata (Pica bottanensis) är en nyligen urskild fågelart i familjen kråkfåglar inom ordningen tättingar, förekommande i ett begränsat område i Asien.

## Utseende och levnadssätt
Svartgumpad skata är en 46–50 cm lång kråkfågel. Liksom övriga skator i släktet Pica har den svart huvud, hals, bröst och rygg, vit undersida och lång, kilformad stjärt. Vingarna glänser i blågrönt och lila. Den skiljer sig från den europeiska skatan, som den fram tills nyligen ansågs vara en del av, genom svart övergump, kortare stjärt, kraftigare näbb och mindre glansig dräkt. Den påträffas i öppna, uppodlade bergsdalar på mellan 2000 och 4500 meters höjd.

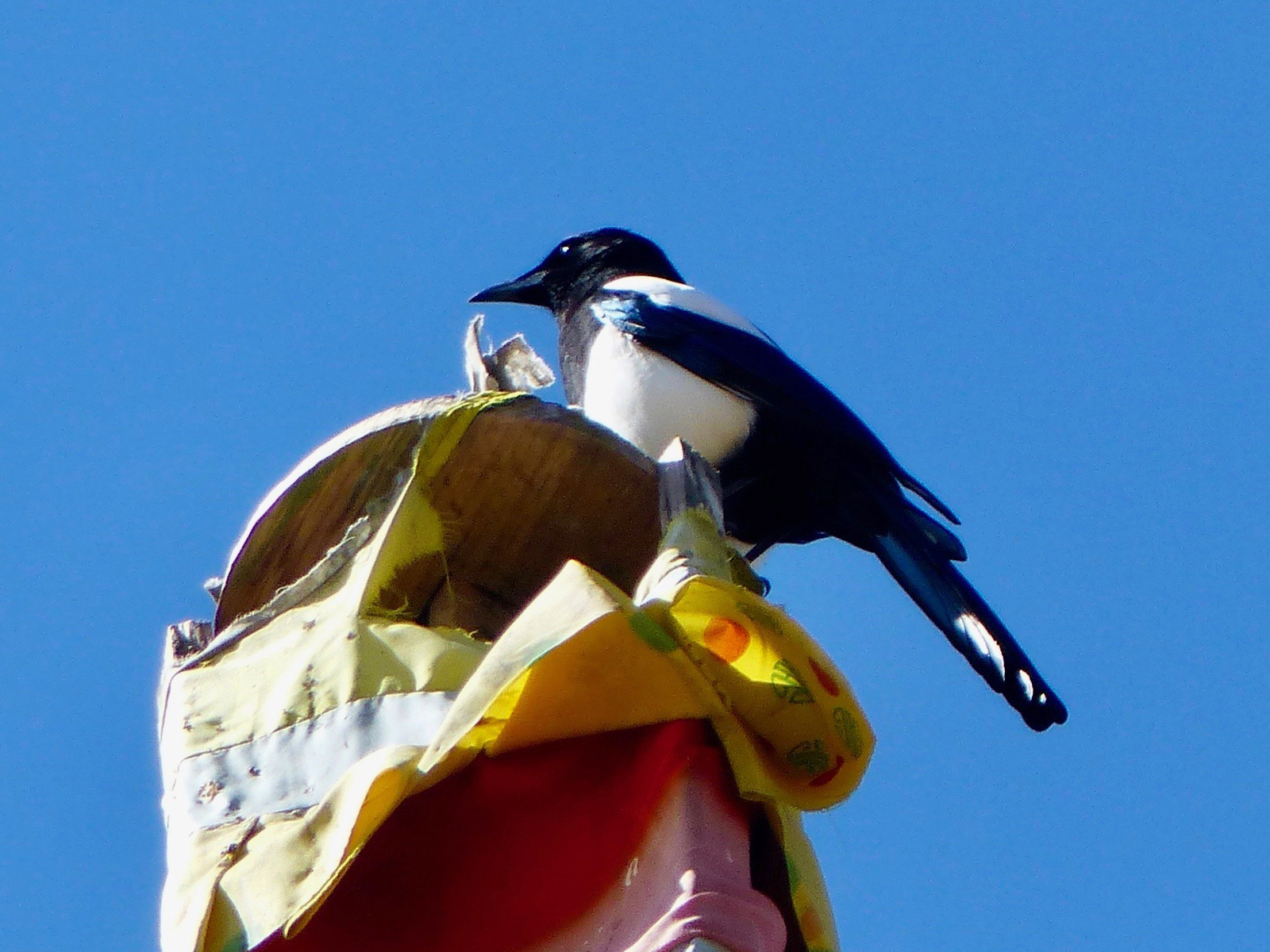
Svartgumpad skata i Bhutan.

## Utbredning och systematik
Svartgumpad skata förekommer ifrån östra Himalaya till sydöstra Tibet och västra Kina (Qinghai och Xinjiang). Den behandlas som monotypisk, det vill säga att den inte delas in i några underarter.

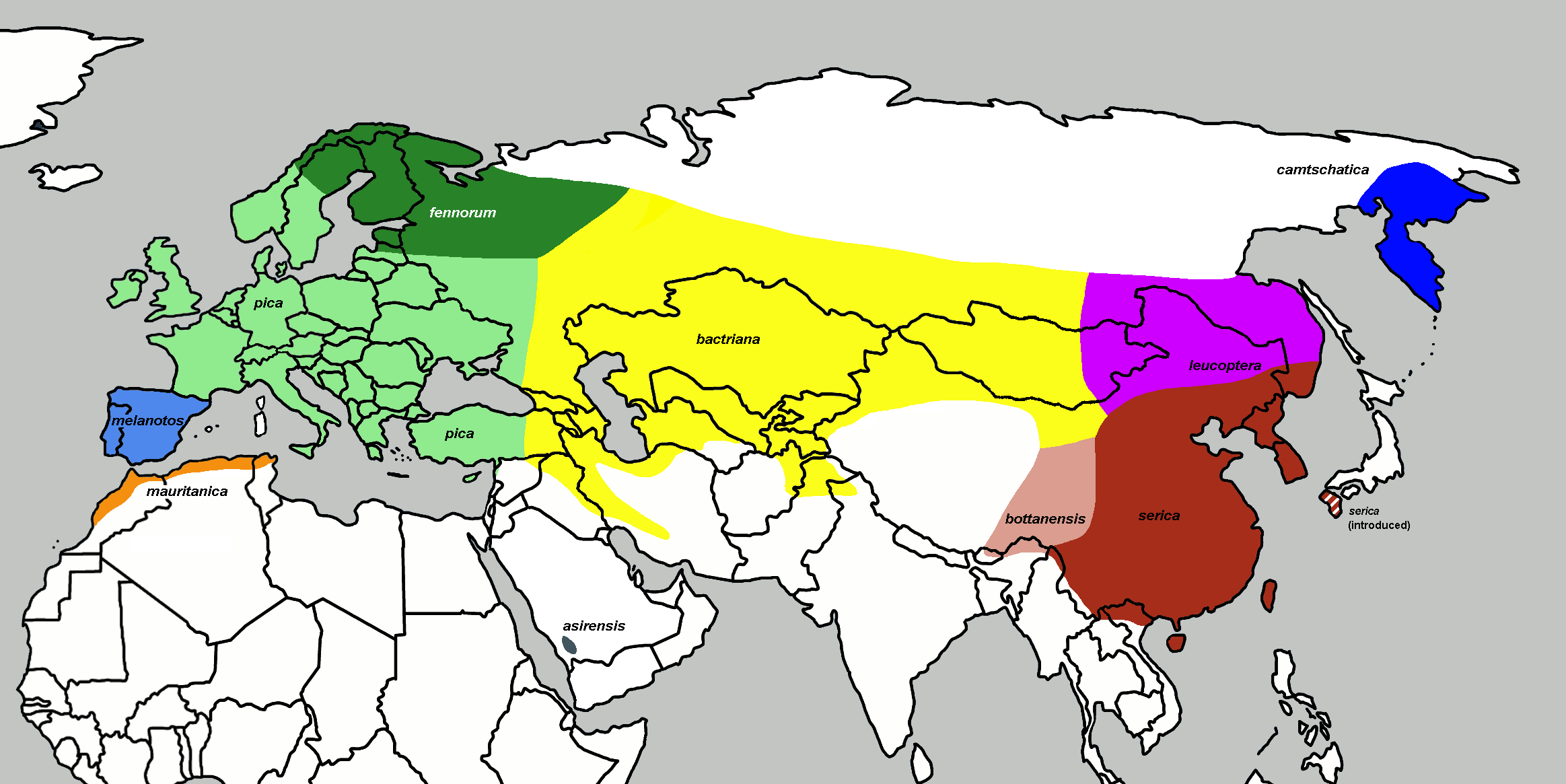
Karta över olika taxon i skatkomplexet, med bottanensis i laxrosa.

### Artstatus
Fågeln betraktades tidigare som underart till skata (Pica pica) och vissa gör det fortfarande. Efter DNA-studier visar dock att den är genetiskt väl skild, tillsammans med nyligen urskilda asirskata (P. asirensis) systerart till ett artkomplex bestående av bland annat skatan samt de amerikanska arterna amerikansk skata (P. hudsonia) och gulnäbbad skata (Pica nuttalli).

## Status och hot
Internationella naturvårdsunionen IUCN erkänner den ännu inte som egen art och har därför inte bedömt dess hotstatus.

## Namn
Fågelns vetenskapliga artnamn bottanensis kommer av det franska namnet Bottan eller Boutan för Bhutan.